# Blanchiment des troupes coloniales
Le blanchiment des troupes coloniales consiste dans le retrait des tirailleurs sénégalais des premières lignes et leur rapatriement en Afrique après qu'elles ont participé à la campagne d'Afrique et à la Libération de la France durant la Seconde Guerre mondiale. On parle aussi au moment des faits de « blanchissement ».

## Déroulement

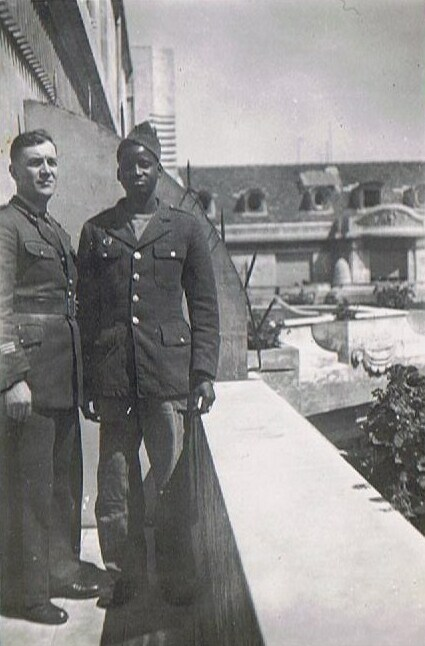
Un tirailleur sénégalais (à droite) dans l'hôtel Majestic (alors un hôpital) de Cannes en juillet 1945.

Durant l'automne 1944, les 15 000 tirailleurs sénégalais des 9e division d'infanterie coloniale et 1re DMI sont remplacés (« blanchis ») par des FFI au sein de la 1re armée française.
En janvier 1944, un mémo du chef d'état major américain, Walter B. Smith, demande une séparation identique à celle pratiquée dans les régiments de G.I., où les Noirs ne combattaient pas aux côtés des Blancs jusqu'aux derniers moments de la guerre.
Les soldats noirs sont remplacés par des recrues blanches issues de la Résistance. En position sur la ligne de front, les Africains laissent à des combattants inexpérimentés leur équipement et leur armement, gage de confort et source de fierté,, en général sans cérémonie. Envoyés dans le Sud de la France, ils sont d'abord affectés à des tâches de maintenance dans des unités de circonstance avant d'être rapatriés en Afrique.
Concernant les tirailleurs nord-africains, la relève ne se fit que partiellement à partir de janvier 1945 lorsque, dans chaque division de l’Armée d’Afrique, un régiment FFI remplaça un régiment d’Afrique du Nord. Cependant, de nombreuses unités de tirailleurs continuèrent le combat durant l'hiver 1944 dans les Vosges, ainsi qu'en avril 1945 dans la réduction de la poche de Royan et plusieurs unités défilèrent le 18 juin 1945 sur l'avenue des Champs-Élysées à Paris.
Lors de la première exposition photographique consacrée à la Libération de Paris présentée le 11 novembre 1944 au musée Carnavalet, il est probable qu'aucun Noir n'ait été présenté (deux des panneaux d'exposition n'ont pas été photographiés) alors que dans le fonds ayant alimenté l'exposition un seul cliché intègre un soldat noir. La présence de rares soldats noirs est cependant attestée en août 1944 à Paris, dont Claude Mademba Sy, tirailleur sénégalais qui jouissait d'un statut de citoyen français et non de citoyen de l’empire, Georges Dukson, un Gabonais membre des FFI et une femme en uniforme dont l'identité est inconnue.
Après l'incorporation de milliers de volontaires FFI au sein de la 9e DIC, le lieutenant Pierre Vilars assiste au « déshabillage » des tirailleurs, évincés pour « blanchir » les troupes coloniales à la Libération. Dans un témoignage diffusé en août 2024, il rend hommage aux 90% de soldats africains de son régiment.

## Raisons du blanchiment
Les raisons exactes du blanchiment sont analysées depuis peu. Pour l'historienne Christine Levisse-Touzé, il serait « éminemment faux que de Gaulle ne voulait pas de Noirs aux portes de Paris », appuyant son argument sur le défilé du 18 juin 1945 : les troupes de l’empire colonial étaient présentes, alors qu'en 1943 et 1944 les Forces françaises libres étaient soumises aux ordres des Américains, dont l'armée fut ségréguée jusqu'en 1948.
Comme le justifie un film de propagande « Les frères de couleur vaincus par l'hiver ! », le climat est évoqué comme la cause du retrait des soldats africains. Dans son étude sur les tirailleurs sénégalais, Julien Fargettas insiste sur le fait que le climat est le premier responsable du retrait des soldats noirs, problématique à laquelle ont été confrontés les troupes noires dès la Première Guerre mondiale. La 1re DMI déplore ainsi 390 cas de gelures pour la seule journée du 10 octobre 1944. Les officiers français notent également la baisse de moral des troupes noires, qui désirent leur rapatriement dans des régions aux conditions climatiques moins éprouvantes.
Dans son documentaire Le Blanchiment des troupes coloniales, le réalisateur Jean-Baptiste Dusséaux explique que l'armée française a préféré se priver de vingt mille combattants aguerris — au grand dam de certains officiers — plutôt que d'associer des hommes noirs à la Libération. D'après lui l'état-major craint pour le prestige de la 1re armée et voit comme une « atteinte à l'ordre colonial » le contact entre soldats noirs et femmes blanches. Les graves incidents provoqués en Italie par certaines troupes coloniales ont pu jouer un rôle.
Le blanchiment est également un moyen pour le général de Gaulle de contrôler les ex-FFI, en les incorporant dans l'armée régulière,. Mais les officiers déplorent la perte de combattivité de leurs unités, dont les vétérans ont été remplacés par des volontaires non instruits.
L'article de Claire Miot montre aussi qu'ont pu jouer la contrainte de l'équipement qui empêchait d'intégrer les FFI en plus des troupes coloniales, une certaine démotivation liée à l'absence de permissions vers l'Afrique et la perspective d'avoir à utiliser ces troupes dans la reconquête de l'Indochine.

### Documentaires
- Le Blanchiment des troupes coloniales, de Jean-Baptiste Dusséaux (France 3, Toute l'Histoire, 2015)